# Biblide

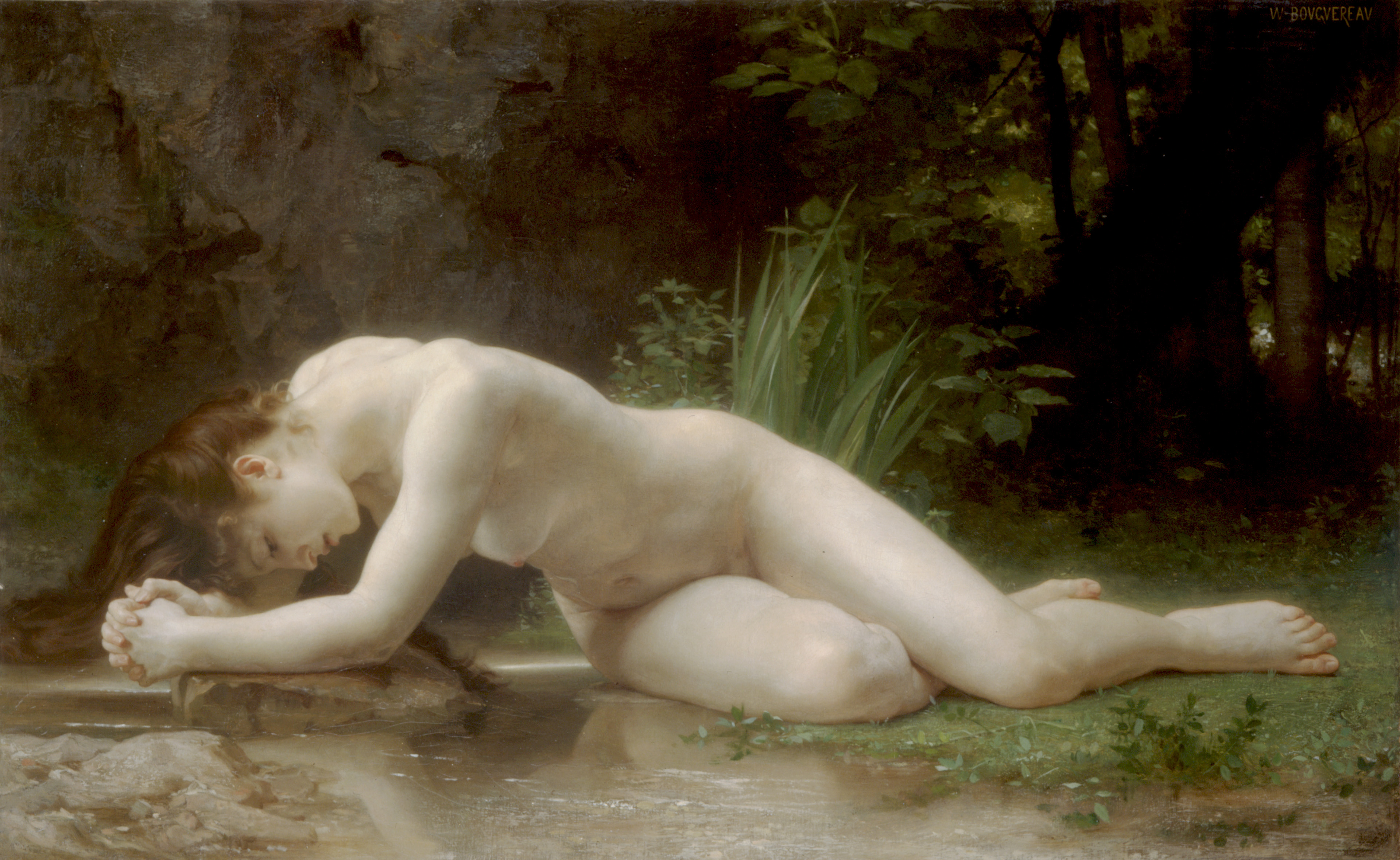
William-Adolphe Bouguereau, Biblide, olio su tela, 1884

Nella mitologia greca,  Biblide o Bibli (in greco antico: Βυβλίς?, Byblis) era la figlia di Mileto e della ninfa Ciane.

## Il mito
Biblide, una volta cresciuta, provò un'attrazione innaturale per suo fratello Cauno, non riuscendo a resistere ai suoi sentimenti si confessò e cercò di prendere con la forza il parente che rifiutava il suo amore. Cauno fuggì inseguito dalla sorella, scappò per mari e per monti. Biblide lo inseguì, cercandolo in tanti paesi fra cui la Lidia, ma alla fine cadde esausta in lacrime per non aver ricevuto l'amore sperato. Gli dei ebbero pietà della donna e la trasformarono in una fonte che porta il suo nome. Pausania dice che a suo tempo ancora esistesse la fontana chiamata "le lacrime di Bibli".

## Rappresentazione artistiche
Nella fontana greco-romana che sorge a Gallipoli appare su una facciata in un bassorilievo una scena che riguarda Biblide.

### Fonti primarie
- Ovidio, Le metamorfosi, IX, 453-665

### Fonti secondarie
- Angela Cerinotti, Miti greci e di roma antica, Prato, Giunti, 2005, ISBN 88-09-04194-1.
- Anna Ferrari, Dizionario di mitologia, Litopres, UTET, 2006, ISBN 88-02-07481-X.
- Anna Maria Carassiti, Dizionario di mitologia classica, Roma, Newton, 2005, ISBN 88-8289-539-4.